# Paolo Pardini
Paolo Pardini (Pisa, 14 dicembre 1955) è un giornalista e scrittore italiano.

## Biografia
Subito dopo la laurea in Lettere all'Università di Pisa inizia a lavorare alla redazione della TGR di Firenze, successivamente a Roma dove collabora con varie testate nazionali e con anche le reti della Rai.
Nel 1991 vince il titolo di “Inviato Speciale dell'anno” in una trasmissione di Rai 2, condotta da Raffaella Carrà. Un vero e proprio concorso per giovani giornalisti televisivi sottoposti al giudizio del pubblico da casa tramite televoto.
Diventa giornalista professionista a “Famiglia Cristiana” e qualche anno dopo don Leonardo Zega lo nomina direttore del telegiornale di “Telenova”, l'emittente della Società San Paolo. Una redazione formata da una quindicina di giornalisti tra assunti e collaboratori, cinque appuntamenti quotidiani del tg, rubriche, trasmissioni di approfondimento da lui ideate e condotte come “Il Cielo Sopra Milano”, un talk show di politica e attualità di grande successo, e “900 secondi con...”, un faccia a faccia quotidiano con il personaggio del giorno.
Poi il rientro in Rai, a Milano, ma anche tanti periodi di lavoro a Roma, alla rubrica del TG1, “TV7” e un lungo periodo al TG3 come conduttore sia dell'edizione nazionale delle 23,00, che del GT Ragazzi.
A Milano, oltre al lavoro quotidiano in redazione e la conduzione del tg serale ha lavorato come inviato per “Europa” e alla nascita e alla realizzazione della trasmissione “Italie”.
Nel 2001 ha condotto “Si Gira” l'appuntamento quotidiano su Rai 3 del Giro d'Italia.
Dal 2003 realizza una cinquantina di reportages per Rai 3 sulle montagne della Lombardia scalando tutte le principali vette delle Alpi lombarde compreso il Monte Rosa. Per questa attività ha ricevuto il "premio Garda" assegnato dall'Associazione Guide Alpine Italiane. 
Tra il 2004 ed il 2009 realizza una serie di documentari di viaggio a sfondo religioso e legati a quelli che sono gli itinerari dello spirito: "Pellegrini in Terra Santa", "San Pietroburgo - una storia scritta sull'acqua", "Alle radici della fede cristiana", "Magico Uzbekistan" e "Iran - antica Persia".
Alcuni di questi documentari vedono la partecipazione di eminenti teologi e biblisti come il Card. Carlo Maria Martini e Mons. Gianfranco Ravasi.
Dal 2007 è il responsabile e conduttore della trasmissione di attualità europea "Buongiorno Europa" in onda la domenica alle 11,10 sul Rai 3.
Nel 2007 riceve la menzione speciale nell'ambito del Premio Giornalistico Guido Vergani organizzato dal Gruppo Cronisti Lombardi. 
Nella primavera del 2010 lavora alla realizzazione del nuovo programma giornalistico della TGR "Buongiorno Italia" in onda alle 7,00 del mattino sulla Terza Rete, programma di cui è anche conduttore.
Nel settembre del 2010 diventa responsabile della redazione culturale della TGR a Milano e cura e conduce la rubrica settimanale di appuntamenti culturali "WeekendCultura". 
Tra novembre 2010 e giugno 2011, in occasione dei 150 anni dell'Unità d'Italia, conduce al Piccolo Teatro di Milano "Italia Unita e Diversa", un ciclo di incontri sull'Unità d'Italia ideati da Franco Iseppi, presidente del Touring Club Italiano e già Direttore Generale della Rai, con la partecipazione di autorevoli esponenti del mondo culturale italiano da Gianni Berengo Gardin a Gian Luigi Beccaria, da Salvatore Settis a Folco Portinari.
Sempre per il Touring Club Italiano conduce al Piccolo Teatro di Milano la serie 2011-2012 dei "Mercoledì del Touring" dedicata ai grandi viaggiatori, intervistando tra gli altri il documentarista Folco Quilici e l'inviato del Corriere della Sera Ettore Mo. 
Nell'aprile del 2013 è nominato caporedattore della redazione Rai di Trento. Oltre il suo lavoro quotidiano di responsabile del Telegiornale Trentino della Rai nel luglio 2013 conduce la trasmissione in diretta per l'inaugurazione del Muse, il museo della scienza progettato da Renzo Piano. Nel dicembre dello stesso anno conduce lo Speciale che accompagna per tutta la durata le Universiadi invernali che si svolgono in Trentino.
Nel maggio 2014 conduce gli speciali locali e nazionali dedicati al Festival del Cinema della Montagna di Trento, il più antico e famoso festival del cinema di montagna al mondo. Nell'ottobre dello stesso anno conduce la diretta per la "prima" del restaurato teatro Zandonai di Rovereto. A novembre è nominato caporedattore della redazione Rai di Firenze, primo responsabile dell'informazione di una sede regionale Rai ad essere scelto attraverso una selezione di merito interna "job posting".
Nel Marzo del 2015 conduce lo speciale di Rai 3 da Firenze dedicato all'anteprima dell'Expo di Milano 2015. A maggio dello stesso anno conduce le tribune politiche con i confronti tra i candidati presidente per le elezioni regionali in Toscana. 
Dal 1º marzo 2016, diventa nuovo caporedattore centrale della TGR Lombardia, lasciando contestualmente la guida della sede Rai di Firenze. 
Dal 1 aprile 2019 è caporedattore del nucleo redazionale di Rai News 24 a Milano.
Insegna "Conduzione del Tg" al master di giornalismo dell'Università Cattolica del Sacro Cuore di Milano. Ha scritto vari libri, tra i quali il romanzo “Ombre Rosse”; il saggio sul giornalismo “Benvenuti a Disneyland” e la raccolta di racconti “Montagne di Lombardia”.
Ad agosto 2019 e successivamente nel maggio 2020 ha subito due complessi interventi d'urgenza all'apparato cardiocircolatorio che lo hanno costretto a lunghi ricoveri ospedalieri e lunghe terapie riabilitative obbligandolo a una sosta nell'attività professionale.
Da dicembre 2020 al 14 dicembre 2022 ha seguito, come responsabile, la trasmissione economica della Tgr “Officina Italia” in onda il sabato sulla Terza Rete alle 11.30. Nel giorno del suo 67º compleanno va in pensione e si congeda dall’azienda per la quale ha lavorato ininterrottamente 31 anni. 
Da Febbraio 2023 inizia la collaborazione , come "giornalista volontario ", con l'emittente legata alla Diocesi di Trento " Telepace Trento" dando vita alla rubrica " Un Giorno Con..." mezz'ora di intervista ogni settimana con un personaggio illustre della vita Trentina. La rubrica verrà interrotta per le cure necessarie dovute alla scoperta di un grave  tumore alla gola. Superata la fase critica della malattia, la collaborazione  con Telepace Trento riprende ad inizio 2024 con una rubrica settimanale " IL Bene che Fa Bene" dedicata al Volontariato nell'anno in cui Trento è Capitale Europea del Volontariato. 
Nel 2023 pubblica, con @edizioni del faro , il romanzo "Ombre Russe" ,una rilettura alla luce della  guerra tra Russia ed Ucraina del precedente "Ombre Rosse". 
Nel 2025,sempre per @edizionidel faro" il romanzo " Oltre la linea", nuovo capitolo di quella sorta di autobiografia romanzata a pezzi dell'autore.  
| Controllo di autorità | VIAF (EN) 90235301 · ISNI (EN) 0000 0004 1969 6028 · SBN LO1V169608 |